# コルネリス・キック
コルネリス・キック（Cornelis Kick、1631年ころ - 1681年3月3日）はオランダの画家である。花などを描いた静物画家として知られている。

## 略歴
アムステルダムで生まれたとされる。父親は風俗画の画家、シモン・キック(Simon Kick: 1603-1652)で、1624年ころから父親はアムステルダムで働いていた。17世紀末に画家たちの伝記を残したアルノルト・ホウブラーケンは、コルネリス・キックは父親から絵を学んだとしているが、父親は静物画を描いていないので、静物画の専門家から訓練を受けたと考えられている。キックの果物の絵は、ヤン・ヤンスゾーン・ファン・デ・フェルデ(Jan Jansz. van de Velde: 1620-1662)によく似ていて、花を描いた作品はウィレム・ファン・アールスト(1627-1683)やヤン・ダーフィッツゾーン・デ・ヘーム(1606-1684)の影響もみられる。ウィレム・ファン・アールストらの花の静物画に比べると、キックの静物画では描かれる花の量は比較的少ない点が異なっているとされる。1665年にエリアス・ファン・デン・ブルーク(c.1649-1708)が弟子になり、ヤコブ・ファン・ワルスカッペル(Jacob van Walscapelle: 1644-1727)にも絵を教えたとされる。
ホウブラーケンによれば、はじめアムステルダム市外の庭園のある家に住んで、実際の花を観察して絵を描いたとされた。1674年にアムステルダムに住むようになり、1676年に画商としても登録され、他の画家の作品も売って収入を得ていたと考えられている。花の静物画家として人気があり、植物の正確な描写は、オランダの植物学者、ヤン・コメリンが1676年に出版したオランダの果物に関する著書、「Nederlantze Hesperides」のために柑橘類や花の版画の元絵の画家に選ばれた。

## 作品

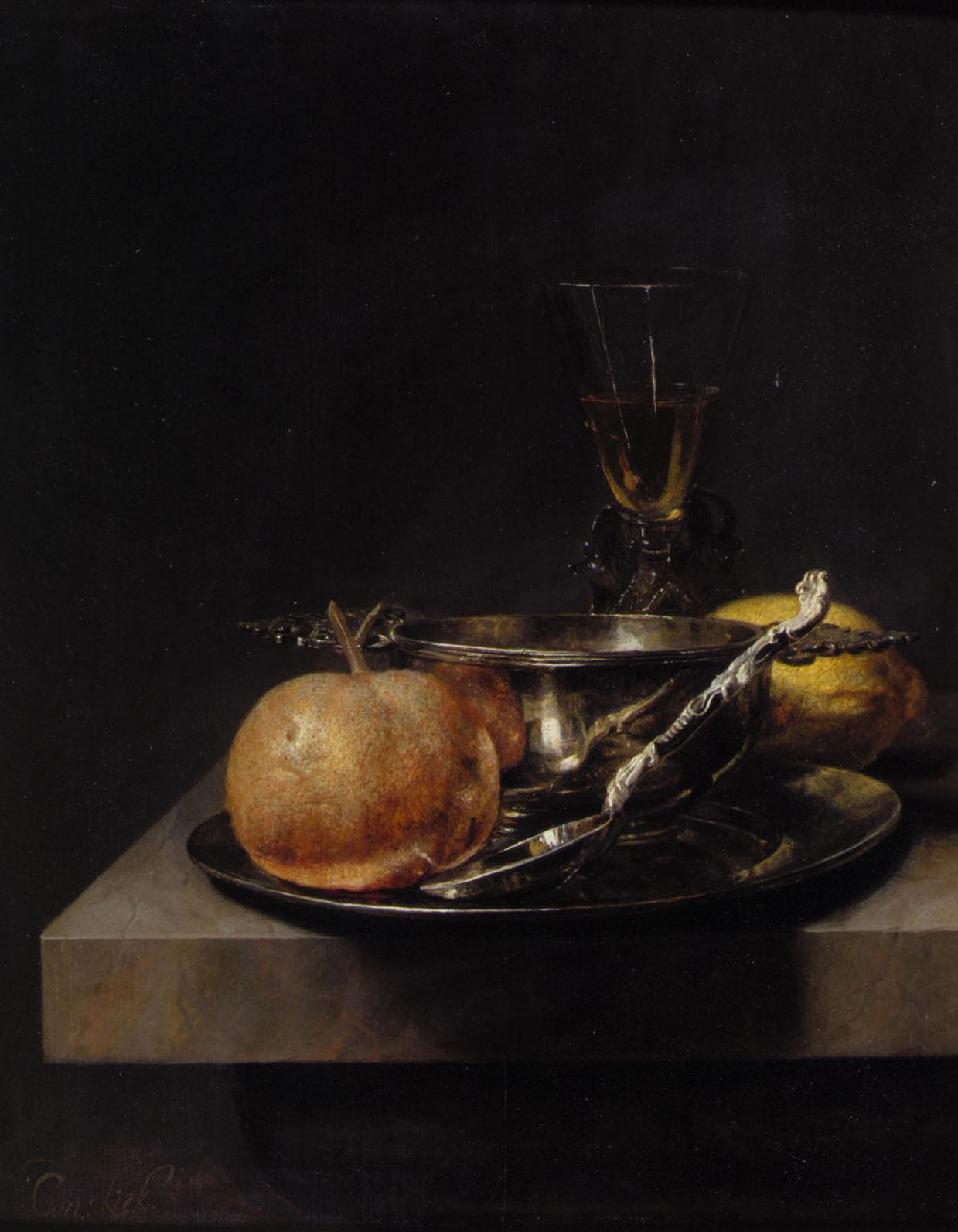
銀のカップのある静物画 個人蔵
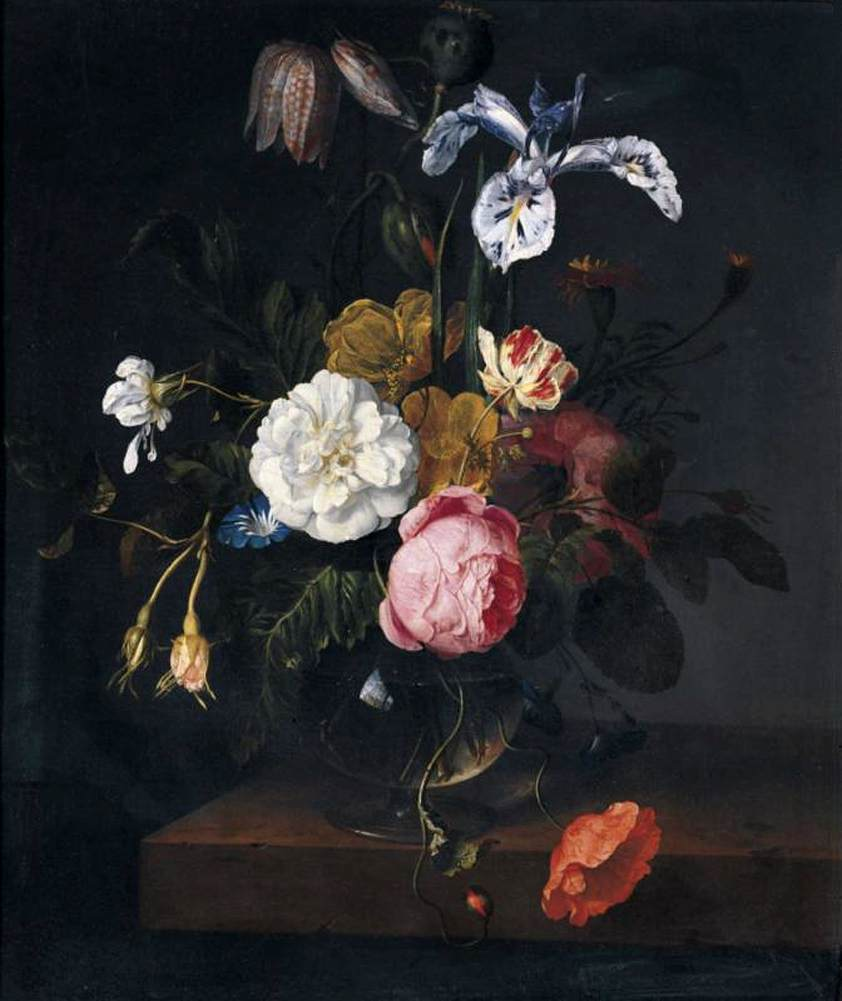
静物画
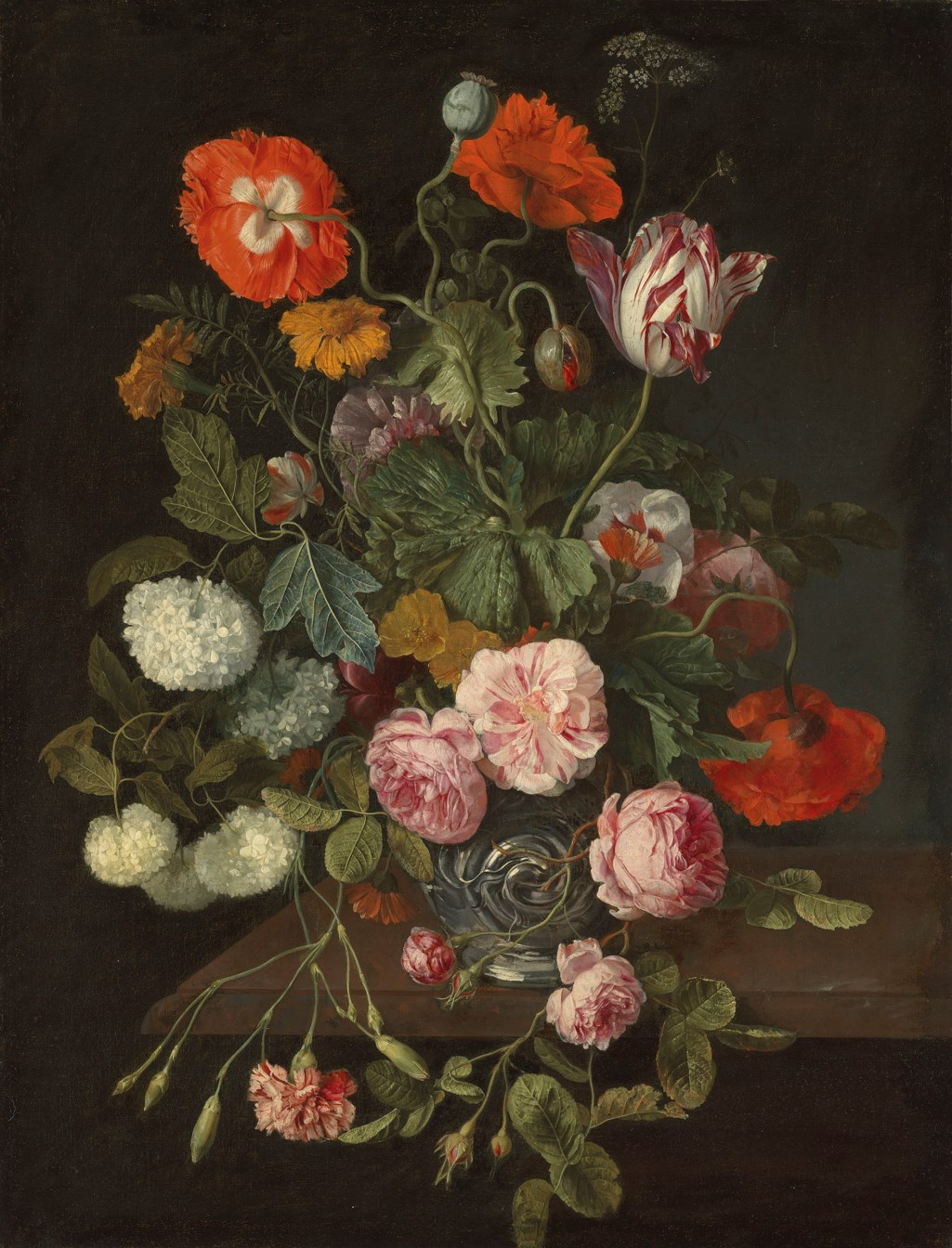
大理石の上の銀の花瓶に飾られた花